# Stadion Miejski (Chorzów)
Het Stedelijk Stadion in Chorzów, het Stadion Ruchu Chorzów of het Stadion Miejski w Chorzowie is een voetbalstadion uit de Poolse stad Chorzów in het woiwodschap Silezië. Het wordt sinds de opening in 1935 bespeeld door Ruch Chorzów, ooit een grootmacht in het Poolse voetbal.

## Geschiedenis

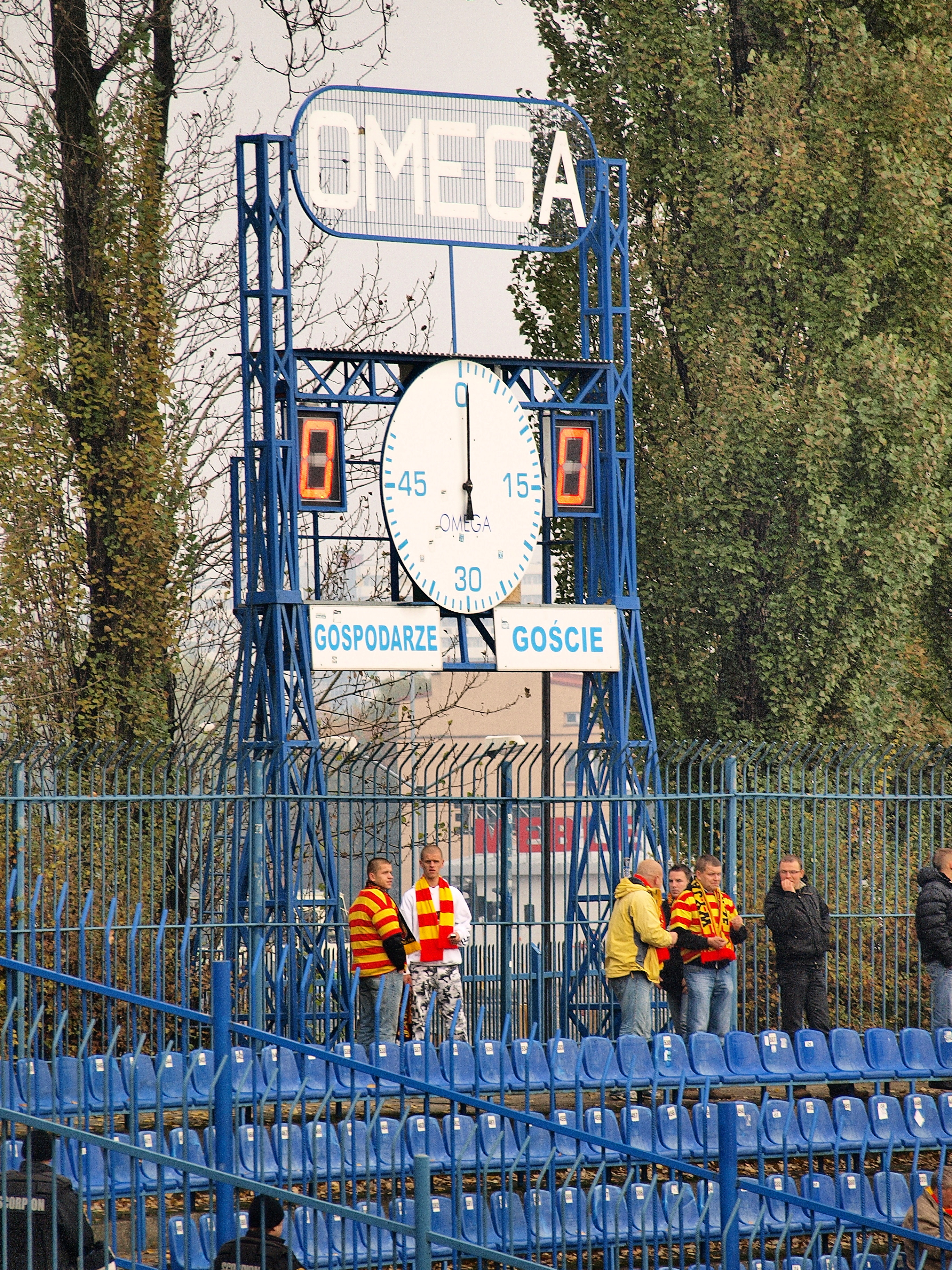
Het Omega-scorebord van het Ruchu Stadion, zoals het er sinds 1939 staat.

Ten tijde van de opening in 1935 had het Stadion Ruchu een capaciteit van 40.000 toeschouwers en was het het meest moderne stadion in Polen. Een half jaar later werd de bouw van de hoofdtribune voltooid, wat de eerste overdekte tribune ter wereld was zonder dragende steunpilaren, waardoor de toeschouwers een vrij zicht konden genieten. In 1939 werd een klok van het Zwitserse bedrijf Omega in het stadion geplaatst, die er tot op de dag van vandaag nog staat. Gedurende de Tweede Wereldoorlog werd het stadion dusdanig beschadigd dat zelfs na renovatie, de capaciteit beperkt was tot 20.000.
Na een nieuwe renovatie in 1961 werd deze weer verhoogd tot 41.000 en werd er ook een geheel nieuw speelveld aangelegd. Een volgende renovatie zeven jaar later bracht een lichtinstallatie. Toen in 1993 na een bommelding schade was aangebracht, werd besloten tot een nieuwe renovatie. Toen in 1998 een nieuwe verbouwing op de planning stond, wakkerde de discussie aan of het niet beter was een geheel nieuw stadion te bouwen. Hiertoe werd niet besloten en in 2002 was de renovatie afgesloten. Nu werd het aantal zitplaatsen teruggebracht tot 1.700, werd er een nieuwe ingang gebouwd en werden de tribunes dichter bij het veld geplaatst.
In 2004 werd het Ruchu Stadion opnieuw onder handen genomen en werd het aantal zitplaatsen weer verhoogd, namelijk naar 7.500 plaatsen. Vijf jaar later werd er veldverwarming toegediend. Enkele jaren later ontstond de vraag voor een nieuwe (overdekte) zittribune, waarmee het Stedelijk Stadion tot 18.000 toeschouwers aan zou moeten kunnen. Zo ver is het nog niet en tot dan zal de capaciteit beperkt blijven tot 10.000.